# Psychoda blandita
Psychoda blandita és una espècie d'insecte dípter pertanyent a la família dels psicòdids.

## Descripció
- La femella fa 0,61-0,76 mm de llargària a les antenes, mentre que les ales li mesuren 1,07-1,42 de longitud i 0,37-0,52 d'amplada.
- El mascle no ha estat encara descrit.[2]

## Distribució geogràfica
Es troba a Indonèsia: Papua Occidental.